# Martin Donnelly
Hugh Peter Martin Donnelly (Belfast, 26 marzo 1964) è un ex pilota automobilistico britannico proveniente dall'Irlanda del Nord.

## Carriera
Dopo aver corso in Formula 3 e Formula 3000 britannica, dove vinse 3 gare accreditandosi come uno dei pretendenti al titolo, nel 1988 si aggiudicò il prestigioso Cellnet Award come il più promettente pilota britannico dell'anno.
Donnelly esordì nel mondiale di Formula Uno 1989 al volante di una Arrows.
Nel 1990 fu alla Lotus, auto con la quale ebbe un gravissimo incidente durante le prove del GP di Spagna a Jerez: la sua vettura salì su un cordolo e uscì di strada a oltre 250 km/h sbalzandolo fuori con tutto il sedile mentre avantreno e abitacolo rimanevano distrutte nella collisione contro un muro.
Nonostante la gravità dell'impatto (Donnelly riportò fratture alle gambe, lesioni agli organi interni e sei settimane di coma), Donnelly sopravvisse all'incidente ma la sua carriera in Formula 1 terminò definitivamente; è rimasto nel mondo dei motori come organizzatore di eventi minori e di un team che corre nella Formula Vauxhall.

## Risultati in F1
| 1989 | Scuderia | Vettura |  |  |  |  |  |  |    |  |  |  |  |  |  |  |  |  |  | Punti | Pos. |
| ---- | -------- | ------- |  |  |  |  |  |  | -- |  |  |  |  |  |  |  |  |  |  | ----- | ---- |
| 1989 | Arrows   | A11     |  |  |  |  |  |  | 12 |  |  |  |  |  |  |  |  |  |  | 0     |      |

| 1990 | Scuderia | Vettura |     |     |   |     |     |   |    |     |     |   |    |     |     |    |  |  |  | Punti | Pos. |
| ---- | -------- | ------- | --- | --- | - | --- | --- | - | -- | --- | --- | - | -- | --- | --- | -- |  |  |  | ----- | ---- |
| 1990 | Lotus    | 102     | Rit | Rit | 8 | Rit | Rit | 8 | 12 | Rit | Rit | 7 | 12 | Rit | Rit | NP |  |  |  | 0     |      |

| Legenda | 1º posto     | 2º posto | 3º posto    | A punti         | Senza punti/Non class.  | Grassetto – Pole position Corsivo – Giro più veloce |
| Legenda | Squalificato | Ritirato | Non partito | Non qualificato | Solo prove/Terzo pilota | Grassetto – Pole position Corsivo – Giro più veloce |